# كارل كاين
كارل كاين (بالإنجليزية: Carl Cain)‏ مواليد 2 أغسطس 1934 في فري بورت، هو لاعب كرة سلة أمريكي سابق حمل الرقم 21. بلغ طوله 6 قدم 3 بوصة (1.9 م).

## الميداليات
| الميدالية | المسابقة                       |
| --------- | ------------------------------ |
| ذهبية     | الألعاب الأولمبية الصيفية 1956 |

## روابط خارجية
- كارل كاين على موقع الاتحاد الدولي لكرة السلة (الإنجليزية)
- كارل كاين على موقع سبورتس رفرنس (الإنجليزية)
- كارل كاين على موقع كلية كرة السلة في سبورتس رفرنس.كوم (الإنجليزية)
- كارل كاين على موقع ريلجم (الإنجليزية)
- كارل كاين على موقع سبورتس رفرنس (الإنجليزية)
- كارل كاين على موقع أوليمبيديا (الإنجليزية)
- كارل كاين على موقع قاعة آيوا للمشاهير الرياضية (الإنجليزية)